# Chitegaon
Chitegaon es una ciudad censal situada en el distrito de Aurangabad en el estado de Maharashtra (India). Su población es de 11507 habitantes (2011). Se encuentra a 17 km de Aurangabad.

## Demografía
Según el censo de 2011 la población de Chitegaon era de 11507 habitantes, de los cuales 6107 eran hombres y 5400 eran mujeres. Chitegaon tiene una tasa media de alfabetización del 78,18%, superior a la media estatal del 82,34%: la alfabetización masculina es del 87,40%, y la alfabetización femenina del 67,81%.